# 마루셋푸정
마루셋푸정(일본어: 丸瀬布町)은 일본 홋카이도 아바시리 지청의 중부에 위치했던 정이다. 2005년 10월 1일에. 이쿠타하라정, 엔가루정, 시라타키촌이 신설합병해 엔가루정이 되었다.

## 지리
사방이 산으로 둘러싸여 있다. 마을 면적의 대부분은 숲이다. 마을 북부를 동서로 국도 333호, 이키호쿠 본선이 달린다. 현재 이들과 병행하여 아사히카와 몬베츠 자동차도로(국도 450호)가 건설 중이다.

## 역사
- 1946년 8월 1일 - 엔가루정에서 시라타키촌과 함께 분촌해 마루셋푸촌이 되었다.
- 1953년 10월 1일 - 정으로 승격해 마루셋푸정이 되었다.
- 2005년 10월 1일 - 이쿠타하라정, 엔가루정, 시라타키촌과 신설합병해 엔가루정이 되었다.

## 교통

### 철도
- 홋카이도 여객철도 세키호쿠 본선

### 도로
- 국도 333호선